# Hibridni sončni kolektor
Hibridni sončni kolektor ali pa fotovoltaični hibridni kolektor (ang. Photovoltaic thermal hybrid solar collectors - PVT) je naprava, ki pretvarja sončno sevanje v električno in toplotno energijo. Zgrajen je iz sončnih celic, ki proizvajajo električno energijo in sončnega kolektorja, ki pretvori preostalo sevanje v toplotno energijo, kolektor tudi hladi sončne celice. Celotni sistem bi lahko opisali kot kogeneracija.
Pri konvencionalni fotovoltaiki je izkoristek 14-20% v električno energijo, pri hibridnih se preostalih 60-70% pretvori v toplotno, tako je celotni izkoristek je tako precej večji.Toplota se lahko uporablja za ogrevanje prostorov, sanitarne vode, pralnih in pomivalnih strojev in drugo.